# Винланд

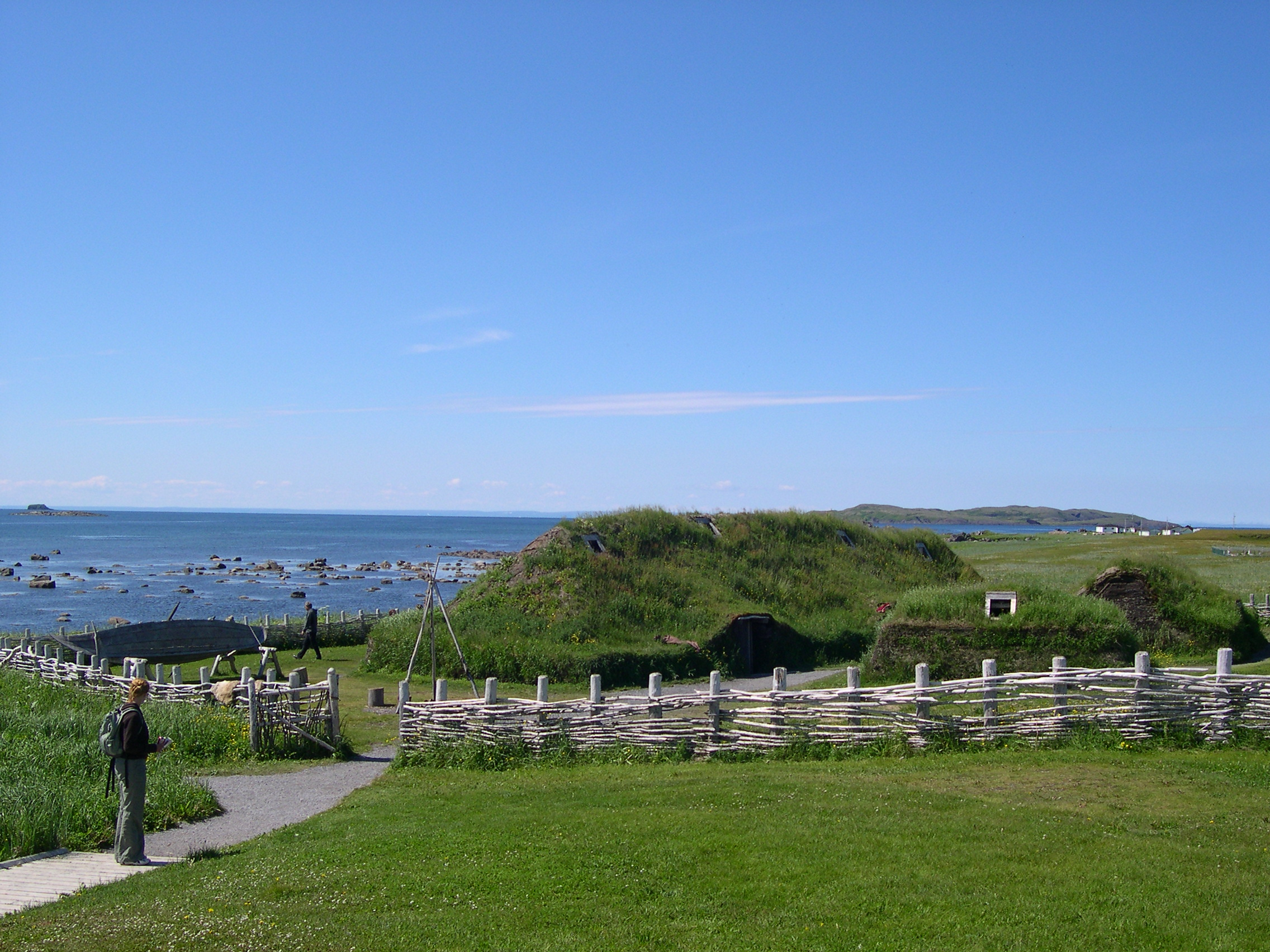
Колония викингов в Л’Анс-о-Медоуз, Ньюфаундленд (реконструкция)

Ви́нланд, Винла́ндия (исл. Vínland, норв. и швед. Vinland) — название территории Северной Америки, данное исландским викингом Лейфом Эрикссоном примерно в 1000 году. В 1960 году в местечке Л’Анс-о-Медоуз на острове Ньюфаундленд было обнаружено археологическое свидетельство раннего поселения викингов. В настоящее время эта территория относится к канадской провинции Ньюфаундленд и Лабрадор. Хотя исследование викингами территории Северной Америки задолго до путешествий Христофора Колумба считается окончательно доказанным фактом, точное место их поселения до сих пор является предметом научного спора. Стоит отметить, что викинги не делали различия между исследованием и поселением в Исландии, Гренландии и Винланде. Это было просто продолжением их родины, и понятие другого мира появилось только после встречи с местными племенами, значительно отличавшимися от христианского населения Европы.
В настоящий момент среди учёных достигнуто согласие, что викинги среди европейцев действительно первыми открыли Северную Америку, хотя этот континент в течение как минимум 13 тыс. лет до этого населяли коренные народы. Кроме того, первый генетический контакт между европейцами и жителями Северной Америки произошел также благодаря викингам, которые привезли американоидную женщину в Исландию на рубеже первого и второго тысячелетий, и чей генотип до сих пор прослеживается в этой стране.

## Исторические документы
Первые упоминания о Винланде содержатся в книге Адама Бременского «Descriptio insularum Aquilonis», написанной примерно в 1075 году. Перед написанием своего труда он посетил датского короля Свена II Эстридсена, осведомлённого о северных территориях.
Основной источник информации о путешествиях викингов к берегам Северной Америки содержится в двух исландских сагах, «Саге об Эрике Рыжем» и «Саге о гренландцах». Эти саги были написаны примерно через 250 лет после колонизации Гренландии и являются существенной интерпретацией прошедших событий. В совокупности эти две саги дают представление о том, что существовало несколько попыток основать поселение в Винланде, включая одну под руководством Торфинна Карлсефни (Þorfinnr Karlsefni на древнеисландском языке), ни одна из которых не длилась более двух лет. Оставление поселений, возможно, имеет несколько причин, среди которых можно назвать разногласия среди колонистов-мужчин относительно нескольких женщин, сопровождавших путешествие, и вооружённые стычки с местными жителями, названными викингами «skræling» — оба эти фактора указаны в письменных источниках.
Саги рассказывают о том, что после того как викинги основали поселение в Гренландии, торговец по имени Бьярни Херьюльфссон (Bjarni Herjólfsson) отплыл из Исландии по направлению к Гренландии, чтобы повидать своего отца, поселившегося там. Его корабль сбился с курса в результате шторма, и таким образом он случайно оказался на восточном берегу Америки в 985 или 986 году. Был конец лета, и Бьярни не захотел оставаться на зимовку на земле, которая, по его словам, была покрыта лесом. Он не стал высаживаться на берег, а вместо этого взял курс на Гренландию. Позднее он рассказал об этом путешествии и продал свои корабли Лейфу Эриксону, который, согласно записям, отправился обратно к этим берегам. Поскольку Гренландия была очень бедна запасами леса, поселенцы стремились исследовать богатство этой новой для них земли. Спустя несколько лет Лейф Эриксон обследовал берега и основал недолгое поселение на земле, которую он назвал Винланд.
В своё первое путешествие он посетил землю, названную им Хеллуланд (Helluland), в переводе на русский «страна плоских камней». Полагают, что это современная Баффинова Земля. В результате следующего путешествия он сошёл на берег земли, названной им Маркланд (Markland), буквально «лесная страна». Предполагают, что это современный Лабрадор. Есть свидетельство того, что северная граница леса на этой территории была уменьшена приблизительно в 1000 году. И, наконец, он посетил так называемый Винланд (название интерпретируется либо как «виноградная земля», либо как «пастбище») — возможно, современный Ньюфаундленд. В последнюю экспедицию люди захватили с собой домашний скот и инструменты для основания поселения. Были построены два поселения, северное из которых называлось Straumfjörðr, а южное Hóp. Согласно записям, на зимовку на новой земле оставались только два предводителя викингов, вторым из которых был брат Лейфа Торвальд Эриксон (Thorvald Eiríksson), убитый следующим летом. Однако поселения вскоре были покинуты из-за конфликтов с «skrælingar» (последние по описанию совпадают с индейцами племени беотук, в особенности характерным обычаем красить в красный цвет одежду и лица, за что несколько веков спустя французские мореплаватели прозвали беотуков «краснокожими»). Последующие путешествия за лесом, возможно, продолжались вплоть до 1300-х годов.
Вплоть до XIX века историки рассматривали идею поселений викингов в Северной Америке исключительно в контексте национального фольклора скандинавских народов. Первая научная теория появилась в 1837 году благодаря датскому историку и антиквару Карлу Христиану Рафну в его книге «Antiquitates Americanæ». Рафн провёл всестороннюю экспертизу саг и исследовал возможные места стоянок на американском побережье, в результате чего сделал вывод, что страна Винланд, открытая викингами, действительно существовала.
В начале 1970х годов исследователи из США А. Уилсон и Ч. Генри по результатам изучения полярных льдов выдвинули предположение, что прекращение путешествий викингов в Северную Америку может быть вызвано климатическими изменениями (после наступления в начале XIV века «малого ледникового периода» в результате изменений температуры воздуха изменились направления движения воздушных потоков). Изменение режима и направления ветров в регионе значительно осложнило возможность дойти до Северной Америки на средневековом парусном корабле.

## Споры относительно места

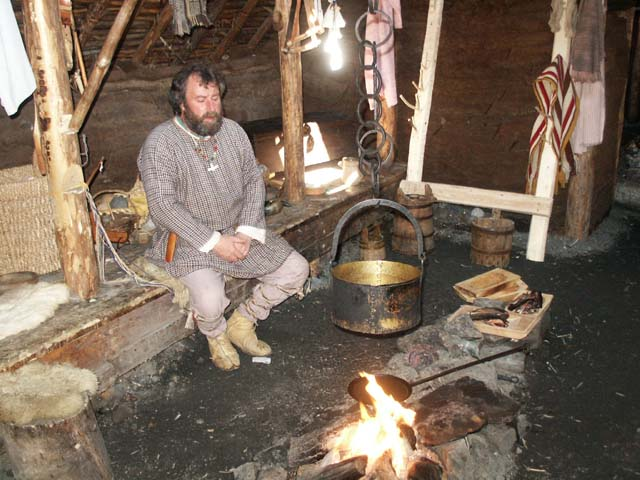
Л’Анс-о-Медоуз, Ньюфаундленд

Среди историков имеются разногласия относительно географического местоположения Винланда. Рафн и Эрик Уалгрен (Erik Wahlgren) полагали, что Винланд находился где-то в Новой Англии. В 1960-е годы поселение викингов было обнаружено в результате раскопок в местечке Л’Анс-о-Медоуз в Ньюфаундленде, и некоторые учёные думают, что это и было местом, выбранным Лейфом. Другие всё же считают, что Винланд должен находиться южнее, а открытое поселение являлось доселе неизвестной более поздней попыткой викингов обосноваться в Америке.
Сторонники Ньюфаундленда аргументируют свою точку зрения тем, что поддержка более южного местоположения Винланда была довольно проблематична в то время ввиду слишком дальнего расстояния от основных земель северных народов, железо и другие жизненно важные ресурсы приходилось завозить из Европы. Другой опасностью были потери в стычках с местным населением вдали от возможного подкрепления и снабжения.
Аргумент южного местоположения представлен в трудах Адама Бременского. В своей книге «Descriptio insularum Aquilonis» он указал, что название Винланд происходит от огромного количества дикорастущего винограда, найденного там, однако виноград не растёт в возможных местах поселения.
Существует несколько теорий, объясняющих это несовпадение:
- Это было «рекламной» уловкой для поощрения посещения этих земель другими исследователями. Точно так же Гренландия («зелёная земля») получила своё название.
- Теория неверной интерпретации заключается в том, что короткий звук «i» был заменён длинным «i» и что название происходит от древнеисландского слова с короткой «i» vin, означающего луг или пастбище. Недостаток этой теории состоит в том, что саги так же, как и труд Адама Бременского, ссылаются на слово с длинным «i». Однако сторонники этой теории допускают, что более поздние саги каким-либо образом получили информацию прямо из сочинения Адама Бременского.
- Аналогично, король Свен II Эстридсен мог пошутить, солгать либо просто сослаться на созвучный Вендланд (Wendland), что позже было интерпретировано как Винланд.
  - Папа Григорий грамотой 1232 года назначает Балдуина де Альна епископом Семигальским и легатом «in Livonia, Gothlandia, Vinlandia, Hestonia, Semigallia, Curlandia»
- Ещё одна теория гласит, что Винланд мог находиться гораздо южнее, там, где растёт виноград, но это место не обнаружено.
- Существует теория, что некоторые поселенцы Винланда плавали ещё дальше на юг и видели там виноград конкорд, и их рассказы переплелись с рассказами о самом Винланде.
- Возможно, ссылались на обилие в Ньюфаундленде ягод крыжовника и черники, из которых впоследствии делали вино.
- Есть сторонники теории, что в те годы виноград действительно рос в Ньюфаундленде, но с тех пор изменился климат. Описываемые события относятся к периоду средневекового тёплого периода (X—XIV века), когда температура воды в северных морях была на 1 °C выше.
- За виноград могли быть приняты растения рода девичий виноград, внешне схожие с виноградом.

Хотя теория существования Винланда южнее Ньюфаундленда исторически оправдана, его поиски на юге не являются приоритетом исследований. Хотя были находки свидетельств доколумбовых исследований Америки, наподобие Кенсингтонского рунического камня, которые заставили учёных спорить и порой менять точку зрения.

### Возможные местоположения Винланда

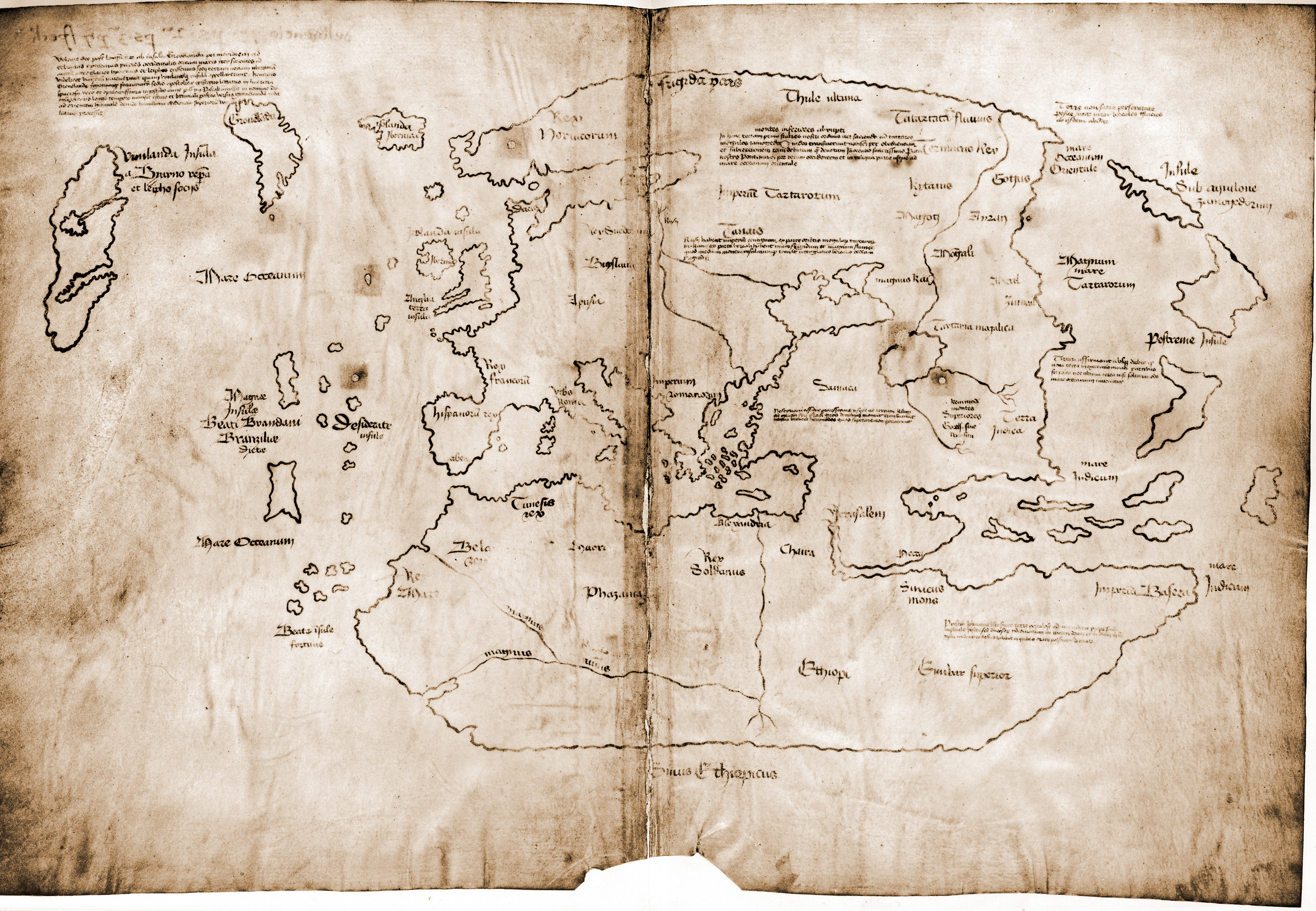
Подделка XX века — Карта Винланда якобы предшествует открытиям Колумба.

Ниже приведён список возможных местоположений Винланда (с севера на юг):
- Остров Ньюфаундленд (Newfoundland, Канада)
- Остров Антикости (Anticosti Island, в заливе Св. Лаврентия , Канада)
- Полуостров Гаспе (Gaspé Peninsula, Канада)
- Остров Кейп-Бретон (Cape Breton Island, в заливе Св. Лаврентия, Канада)
- Провинция Новая Шотландия (Nova Scotia, Канада)
- Северо-Восточное побережье провинции Нью-Брансуик (New Brunswick, Канада)
- Побережье штата Мэн (Maine, США)
- Полуостров Кейп-Код (Cape Cod, штат Массачусетс, США)
- Остров Нантакет (Nantucket, штат Массачусетс, США)
- Остров Мартас-Винъярд (Martha’s Vineyard, штат Массачусетс, США)
- Остров Номанс-Ленд (Nomans Land, штат Массачусетс, США)
- Залив Наррагансетт (Narragansett Bay, штат Род-Айленд, США)

## В культуре
- Хельге Ингстад написал научно-популярную книгу «По следам Лейва Счастливого».
- Об открытии Винланда писал в своём романе «Фантастическая сага» Гарри Гаррисон.
- О плавании в Винланд и попытках основать поселение написано Тимом Северином в книге «Дитя Одина».
- Открытию Винланда экспедицией Лейфа Эриксона посвящена повесть Александра Волкова «Удивительные приключения Рори Эйлифсона», входящая в состав сборника «След за кормой».
- Вольная интерпретация истории о скандинавах в Америке лежит в основе сюжета фильма «Следопыт».
- Заложено в основу манги «Сага о Винланде» Макото Юкимуры и её аниме-экранизации.
- Открытию Винланда посвящён концептуальный альбом Vinland Saga группы Leaves Eyes.
- В компьютерной игре Age of Empires II: The Conquerors имеется отдельная миссия, посвящённая походу викингов в Гренландию и Америку.
- В компьютерной игре Assassin’s Creed Valhalla имеется отдельная миссия, где главный герой совершает путешествие в Винланд.